# نهر غوربند
نهر غوربند هو نهر في أفغانستان يتدفق عبر ولاية بروان. إنه أحد روافد نهر بنجشير، ثم رافد فرعي لنهر السند، ثم نهر كابل.
يسير نهر غوربند بالكامل في ولاية بروان، حيث أطلق اسمه على مقاطعة غوربند. وُلِد في ممر شيبار [الإنجليزية] الشرقي (الذي يربط بين ولايتي بروان وباميان، أو مستجمعات المياه لنهر غوربند وقندوز [الإنجليزية]) ويمر في اتجاه الشرق الذي يحافظ عليه طوال معظم مساره. يمتد على طول الجنوب والسلسلة الجبلية المركزية لهندوكوش، ويتلقى المياه الذائبة في منطقة ممر شيبار في سالانغ. يتدفق من هذا في واد طويل بين السلسة الجبلية العالية لهندو كوش (شمال) وكوه إي بابا في الجنوب. ثم يتلاقى مع بنجشير، على ضفت اليمنى، على بعد 10 كيلومترات شرق شاريكار . يتدفق عبر مناطق الشيخ علي وشينواري وغوربند وسورخ بارسا.
يستقبل غوربند العديد من الروافد من اليسار واليمين، وكلها تتغذى بشكل رئيسي من ذوبان الجليد في الربيع والصيف. رافده الرئيسي هو التركمان لكن نهر سالنغ [الإنجليزية] يلتقي على الضفة اليسرى ، وواديه هو طريق وصول مهم إلى الممر ونحو النصف الشمالي من البلاد. يلتقي سالنغ مع نهر غوربند في بلدة جبل السراج [الإنجليزية].